# Xã Eagle, Quận Barber, Kansas
Xã Eagle (tiếng Anh: Eagle Township) là một xã thuộc quận Barber, tiểu bang Kansas, Hoa Kỳ. Năm 2010, dân số của xã này là 25 người.